# Landkreis Rotenburg (Fulda)
Der Landkreis Rotenburg mit Kreissitz in Rotenburg an der Fulda war bis 1972 ein Landkreis in Hessen. Der größte Teil seines ehemaligen Gebiets gehört heute zum Landkreis Hersfeld-Rotenburg.

## Geographie
Der Landkreis grenzte Anfang 1972, im Osten beginnend im Uhrzeigersinn, an den Kreis Eisenach im Bezirk Erfurt der DDR sowie an die hessischen Landkreise Hersfeld, Fritzlar-Homberg, Melsungen und Eschwege.

## Geschichte
Der Kreis Rotenburg wurde 1821 im Kurfürstentum Hessen gebildet. Seine Vorgänger waren die Ämter Rotenburg und Sontra. 1823 wurden Ellingshausen, Grebenhagen, Mühlbach, Raboldshausen, Saasen und Salzberg zum Kreis Homberg geschlagen. Am 1. Januar 1837 kamen Diemerode und Heyerode aus dem Kreis Eschwege zum Kreis Rotenburg. Gleichzeitig wechselten Meckbach und Mecklar aus dem Kreis Rotenburg in den Kreis Hersfeld.
Nach der Annexion von Kurhessen durch Preußen als Folge des Deutschen Kriegs im Jahre 1866 gehörte der Kreis zum Regierungsbezirk Kassel der preußischen Provinz Hessen-Nassau. Ellingerode kam als ehemaliger Gutsbezirk 1928 zur Stadt Rotenburg. Im gleichen Jahr wurden weitere Gutsbezirke aufgelöst, was zu Gemeindeneugründungen und Eingemeindungen innerhalb des Kreises Rotenburg führte. Seit 1946 war der Landkreis Teil des deutschen Bundeslandes Hessen. Vor Beginn der hessischen Gebietsreform umfasste der Landkreis 68 Gemeinden, darunter die drei Städte Bebra, Rotenburg an der Fulda und Sontra. 
Durch eine Reihe von Gemeindefusionen im Verlauf des Jahres 1971, bei denen auch die neuen Gemeinden Ludwigseck und Wildeck entstanden, verringerte sich die Zahl der Gemeinden bis Juli 1972 auf 26. Im Rahmen der hessischen Kreisgebietsreform wurde der Landkreis am 1. August 1972 aufgelöst:
- Die Stadt Sontra, in die bereits 1971 die Gemeinden Berneburg, Blankenbach, Breitau, Diemerode, Heyerode, Krauthausen, Lindenau, Ulfen, Weißenborn und Wölfterode eingegliedert worden waren, kam zum Landkreis Eschwege, der heute Bestandteil des Werra-Meißner-Kreises ist.
- Die Gemeinde Rengshausen, in die bereits 1971 die Gemeinden Hausen, Lichtenhagen, Nausis und Nenterode eingegliedert worden waren, kam zum neu gegründeten Schwalm-Eder-Kreis.
- Alle übrigen Gemeinden wurden Teil des neuen Landkreises Hersfeld-Rotenburg, gleichzeitig kam es zu weiteren Gemeindefusionen, bei denen unter anderem die neue Gemeinde Alheim entstand.

Der amtliche Name während der preußischen Zeit war Kreis Rotenburg in Hessen-Nassau. Nach dem Zweiten Weltkrieg lautete der amtliche Name Landkreis Rotenburg. Zur Unterscheidung vom Landkreis Rotenburg in Hannover im heutigen Niedersachsen waren aber die Bezeichnungen Landkreis Rotenburg (Fulda) oder Landkreis Rotenburg/Fulda gebräuchlich.

## Einwohnerentwicklung

### Landkreis
| Einwohner!          | 1871   | 1890   | 1900   | 1910   | 1925   | 1939   | 1950   | 1960   | 1970   | 1971   |
| ------------------- | ------ | ------ | ------ | ------ | ------ | ------ | ------ | ------ | ------ | ------ |
| Landkreis Rotenburg | 30.302 | 29.991 | 30.315 | 33.670 | 37.784 | 41.863 | 62.449 | 55.500 | 57.921 | 58.000 |

### Große Gemeinden
Gemeinden des Landkreises Rotenburg mit mehr als 1000 Einwohnern:
| Gemeinde               | 1871 | 1939 | 1961 | 1970 |
| ---------------------- | ---- | ---- | ---- | ---- |
| Bebra                  | 1679 | 4829 | 7549 | 8065 |
| Bosserode              | 497  |      | 1108 | 1128 |
| Breitenbach            | 507  |      | 1220 | 1312 |
| Cornberg               |      |      | 1331 | 1228 |
| Hönebach               | 581  |      | 1089 | 1063 |
| Lispenhausen           | 606  | 1302 | 2140 | 2232 |
| Nentershausen          | 836  | 1288 | 1824 | 1894 |
| Obersuhl               | 1431 | 2643 | 3240 | 3074 |
| Ronshausen             | 937  | 1927 | 2311 | 2450 |
| Rotenburg an der Fulda | 3275 | 4197 | 7738 | 8973 |
| Sontra                 | 1633 | 4165 | 5247 | 5765 |
| Weiterode              | 786  | 1971 | 2308 | 2279 |

## Politik

### Landräte
1821–1848 Friedrich Ludwig Rembe
1848–1849 Karl Wilhelm Heinrich Wagener
1849–9999 Friedrich Renner
1849–1851 Friedrich von Urff
1851–1855 Karl Groß
1855–1879 Ludwig Schantz
1880–1892 Carl von Altenbockum
1892–1898 Werner von Trott zu Solz
1898–1921 Richard Tuercke
1921–1924 Carl Burchard
1924–9999 Ernst von Nasse (vertretungsweise)
1924–9999 Karl Josef Schlitt (vertretungsweise)
1924–1934 Walter von Dombois
1934–1945 Horst von Kruse
1945–1948 Karl Waldmann
1948–1957 Erhard Seraphin
1957–1971 Otto Ulrich Bährens

### Wappen
Im Juni 1950 wurde dem Landkreis durch das Hessische Staatsministerium das Recht zur Führung eines Wappens verliehen.

## Gemeinden
Zum Landkreis Rotenburg gehörten im Verlauf seines Bestehens die folgenden Gemeinden und Gutsbezirke (heutige Zugehörigkeit in Klammern):
- Asmushausen (Bebra)
- Atzelrode (Rotenburg)
- Bauhaus (Nentershausen), Neugründung 1929
- Baumbach (Alheim)
- Bebra
- Beenhausen (Ludwigsau), 1971 zu Ludwigseck, 1972 zu Ludwigsau
- Bellers-Gunkelrode (Nentershausen), Gutsbezirk, 1929 zu Bauhaus
- Berneburg (Sontra), 1972 zum Kreis Eschwege
- Blankenbach (Sontra), 1972 zum Kreis Eschwege
- Blankenheim (Bebra)
- Bosserode (Wildeck)
- Boxerode (Bebra), Gutsbezirk, 1929 zu Solz
- Braach (Rotenburg)
- Braunhausen (Bebra)
- Breitau (Sontra), 1972 zum Kreis Eschwege
- Breitenbach (Bebra)
- Cornberg, Neugründung 1954, zuvor als Gutsbezirk 1928 zu Rockensüß
- Dankerode (Rotenburg)
- Dens (Nentershausen)
- Diemerode (Sontra),  1836 zum Kreis Rotenburg, 1972 zum Kreis Eschwege
- Ellingerode (Rotenburg), Gutsbezirk, 1928 zu Rotenburg
- Ellingshausen (Knüllwald), 1823 zum Kreis Homberg
- Erdpenhausen (Alheim)
- Erkshausen (Rotenburg)
- Ersrode (Ludwigsau), 1971 zu Ludwigseck, 1972 zu Ludwigsau
- Gerterode (Ludwigsau)
- Gilfershausen (Bebra)
- Grebenhagen (Schwarzenborn), 1823 zum Kreis Homberg
- Guttels (Rotenburg), Gutsbezirk, 1928 zu Rotenburg
- Hainrode (Ludwigsau), 1971 zu Ludwigseck, 1972 zu Ludwigsau
- Hausen (Knüllwald), 1972 zum Schwalm-Eder-Kreis
- Hergershausen (Alheim)
- Heyerode (Sontra), 1836 zum Kreis Rotenburg, 1972 zum Kreis Eschwege
- Hönebach (Wildeck)
- Hornel  (Sontra), 1938 zu Sontra, 1972 zum Kreis Eschwege
- Iba (Bebra)
- Imshausen (Bebra)
- Königswald (Cornberg)
- Krauthausen (Sontra), 1972 zum Kreis Eschwege
- Licherode (Alheim)
- Lichtenhagen (Knüllwald), 1972 zum Schwalm-Eder-Kreis
- Liebenz (Wildeck), Gutsbezirk bis 1929
- Lindenau (Sontra), 1972 zum Kreis Eschwege
- Lispenhausen (Rotenburg)
- Lüdersdorf (Bebra)
- Ludwigseck (Ludwigsau), Neubildung 1971, 1972 zu Ludwigsau
- Machtlos (Ronshausen)
- Meckbach (Ludwigsau), 1836 zum Kreis Hersfeld
- Mecklar (Ludwigsau), 1836 zum Kreis Hersfeld
- Metzlar (Sontra), Gutsbezirk, 1929 zu Sontra
- Mönchhosbach (Nentershausen)
- Mühlbach (Neuenstein), 1823 zum Kreis Homberg
- Mündershausen (Rotenburg)
- Nausis (Knüllwald), 1972 zum Schwalm-Eder-Kreis
- Nenterode (Knüllwald), 1972 zum Schwalm-Eder-Kreis
- Nentershausen
- Niederellenbach (Alheim)
- Niedergude (Alheim)
- Niederthalhausen (Ludwigsau)
- Oberellenbach (Alheim)
- Obergude (Alheim)
- Obersuhl (Wildeck)
- Oberthalhausen (Ludwigsau), 1971 zu Ludwigseck, 1972 zu Ludwigsau
- Raboldshausen (Neuenstein), 1823 zum Kreis Homberg
- Raßdorf (Wildeck)
- Rautenhausen (Bebra)
- Rengshausen (Knüllwald), 1972 zum Schwalm-Eder-Kreis
- Richelsdorf (Wildeck)
- Rockensüß (Cornberg)
- Ronshausen
- Rotenburg an der Fulda
- Saasen (Neuenstein), 1823 zum Kreis Homberg
- Salzberg (Neuenstein), 1823 zum Kreis Homberg
- Schwarzenhasel (Rotenburg)
- Seifertshausen (Rotenburg)
- Solz (Bebra)
- Sontra, 1972 zum Kreis Eschwege
- Sterkelshausen (Alheim)
- Süß (Nentershausen)
- Ulfen (Sontra), 1972 zum Kreis Eschwege
- Weißenborn (Sontra), 1972 zum Kreis Eschwege
- Weißenhasel (Nentershausen)
- Weiterode (Bebra)
- Wildeck, Neubildung 1971
- Wölfterode (Sontra), ab 1972 beim Kreis Eschwege
- Wüstefeld (Rotenburg), Gutsbezirk, 1928 zu Atzelrode

## Kfz-Kennzeichen
Am 1. Juli 1956 wurde dem Landkreis bei der Einführung der bis heute gültigen Kfz-Kennzeichen das Unterscheidungszeichen ROF zugewiesen. Es wurde bis zum 31. Juli 1972 ausgegeben. Seit dem 1. August 2013 ist es im Landkreis Hersfeld-Rotenburg erhältlich.